# Max Headroom
Max Headroom foi uma série de televisão de ficção científica satírica americana da Chrysalis Visual Programming e da Lakeside Productions para a Lorimar-Telepictures que foi ao ar nos Estados Unidos na ABC de março de 1987 a maio de 1988. A série é ambientada em uma distopia futurista governada por uma oligarquia de redes de televisão.
O apresentador homônimo era ficcionalmente uma inteligência artificial, conhecido por sua voz eletronicamente produzida e distorcida, com eventuais sagacidade e gagueira. Ele foi apresentado no início de 1984. O personagem foi criado por George Stone, Annabel Jankel e Rocky Morton em meados da década de 1980, e interpretado por Matt Frewer como "primeiro apresentador de TV gerado por computador do mundo", embora a aparência computadorizada foi feita com fundos protéticos maquiagem e desenhados à mão, como a tecnologia de computadores da época não era suficientemente avançada para alcançar o efeito desejado. Preparar o visual para as filmagens envolvia uma sessão de quatro horas e meia de maquiagem, que Frewer descreveu como "cansativa" e "não divertida".
No Brasil, Max Headroom foi exibido na extinta TV Manchete. Em Portugal, foi exibido na SIC em 1992.

## Enredo
No futuro, uma oligarquia de redes de televisão governa o mundo. Até mesmo o governo funciona principalmente como um fantoche dos executivos da rede, servindo principalmente para aprovar leis — como proibir o "desligamento" dos aparelhos de TV — que protegem e consolidam o poder das redes. A tecnologia televisiva avançou ao ponto de os movimentos e pensamentos físicos dos espectadores poderem ser monitorados por meio de seus aparelhos de televisão. Quase toda a tecnologia não televisiva foi descontinuada ou destruída. A única verificação real do poder das redes é Edison Carter, um jornalista investigativo que expõe regularmente as práticas antiéticas de seu próprio empregador, e a equipe de aliados dentro e fora do sistema que o ajudam a divulgar seus relatórios. protegendo-o das forças que desejam silenciá-lo ou matá-lo.

## Personagens
Edison Carter (Matt Frewer) é um repórter contundente da Network 23, que às vezes descobria coisas que seus superiores na rede preferiam manter em sigilo. Eventualmente, um desses casos exigiu que ele fugisse do seu espaço de trabalho, no qual ele foi ferido em um acidente de moto em um estacionamento.
A série retratou muito pouco do passado descrito por Edison. Ele conheceu uma televangelista — com quem namorou na faculdade — quando sua reportagem o colocou em desacordo com a Igreja Vu Age que ela então dirigia. Edison foi enviado em uma quase-vingança para vingar um ex-colega, que morreu como resultado de uma história sobre a colheita de sonhos.
Edison se preocupa com seus colegas de trabalho, especialmente Theora Jones e Bryce Lynch, e ele tem um profundo respeito por seu produtor, Murray — embora ele raramente o demonstre.

### Max Headroom
Max Headroom (Frewer) é uma reconstrução computadorizada de Carter, criada depois que Bryce Lynch enviou uma cópia de sua mente. Ele aparece como um busto de Carter renderizado por computador. Já que a última visão de Carter antes do acidente de moto era a placa "Max Headroom" em um portão de garagem, essas foram as primeiras palavras da reconstrução e, finalmente, seu nome. Enquanto Carter é um profissional dedicado, Max é um observador das contradições humanas.
Apesar de ser o personagem titular, Max apareceu esparsamente no show. Embora ele ocasionalmente desempenhasse um papel significativo em um enredo — às vezes viajando em redes para obter informações ou revelando segredos sobre Carter que o próprio Carter não divulgaria — seu papel mais frequente era como alívio cômico, apresentando breves brincadeiras em reação a certos eventos. ou dando um solilóquio humorístico no final de um episódio.

### Theora Jones
Theora Jones apareceu pela primeira vez no episódio piloto britânico da série. Ela era a estrela do controle da rede 23 ("roubada" da Rede Mundial de Murray) e, trabalhando com Edison, o repórter da rede, ela sempre ajudava a salvar o dia para todos. Ela também era um potencial interesse amoroso para Edison, mas essa subtrama não foi explorada completamente no programa antes de ser cancelada.
Os arquivos pessoais da Rede 23 listam seu pai como desconhecido, sua mãe como falecida e seu irmão como Shawn Jones; Shawn é o foco do segundo episódio transmitido, "Rakers".
Theora Jones foi interpretada por Amanda Pays, que junto com Matt Frewer e W. Morgan Sheppard, foi um dos três membros do elenco a aparecer na série americana que se seguiu.

### Bryce Lynch
Bryce Lynch (Chris Young) era um garoto prodígio e hacker de computador.
No quesito hacker estereotipado, Bryce tem poucos princípios e menos lealdades. Ele parece aceitar qualquer tarefa, mesmo que moralmente questionável, contanto que tenha permissão para ter a liberdade de brincar com a tecnologia do jeito que achar melhor. Isso, por sua vez, faz dele um ativo maior para as necessidades e demandas tecnológicas da rede e os caprichos de seus executivos e astros. No entanto, ele geralmente também não magoa ou infringe os outros, fazendo dele um personagem estranhamente neutro no universo de Max Headroom.
No episódio piloto da série, Bryce é convocado pelo malvado CEO da rede Ned Grossberg (Charles Rocket) para investigar os padrões mentais do repórter inconsciente Edison Carter, para determinar se Carter descobriu ou não os segredos do escândalo "Blipverts". Bryce carrega o conteúdo da memória de Carter no sistema de rede do Network 23, criando o Max Headroom. Tinha sido Bryce, seguindo ordens de Grossberg, que travou uma espécie de batalha com Teora Jones que levou Edison a bater a cabeça em uma barreira de tráfego e ficar inconsciente.
Após o primeiro episódio, Bryce é geralmente recrutado por Carter e seu controlador, Theora Jones, para fornecer ajuda técnica aos seus esforços de reportagem investigativa.

### Blank Reg
Reg (W. Morgan Sheppard) é um "vazio", uma pessoa não indexada no banco de dados do governo. Ele transmite o canal Big Time Television Network do seu ônibus. Ele é um bom amigo de Edison Carter e o salva em mais de uma ocasião. Com o colega Dominique, ele opera e é a voz na tela da televisão Big Time: "O dia todo todo dia, fazendo com que o amanhã pareça ontem".
Ele se veste em estilo punk e tem um corte de cabelo moicano. Ele tem uma personalidade enérgica e uma forte tendência nostálgica, defendendo vídeos musicais antiquados e livros impressos em igual medida.

### Ned Grossberg
Ned Grossberg é um vilão recorrente na série, interpretado pelo ex-integrante do Saturday Night Live, Charles Rocket.
No episódio piloto, Grossberg é o presidente da Rede 23, uma estação de televisão da cidade com o maior noticiário investigativo na cidade, organizado por Edison Carter. No mundo Max Headroom, as classificações em tempo real equivalem a dólares em publicidade e as propagandas substituíram os estoques como a medida do valor corporativo.
Grossberg, com seu prodígio secreto Bryce Lynch, desenvolve um método de entrega de publicidade de alta velocidade conhecido como Blipverts, que condensa propagandas completas em poucos segundos. Quando Carter descobre que os Blipverts estão matando pessoas, Grossberg ordena que Lynch evite que Carter saia do prédio. Batidas inconscientes, as memórias de Carter são extraídas em um computador por Lynch para determinar se Carter descobriu o conhecimento de Grossberg do perigo de Blipverts. O arquivo de computador resultante do processo de extração de memória se torna Max Headroom, tornando Grossberg diretamente responsável pela criação do personagem. No final, Grossberg é publicamente exposto como responsável pelo escândalo da Blipverts e é removido como presidente da Rede 23.
Grossberg, com seu prodígio secreto Bryce Lynch, desenvolve um método de entrega de publicidade de alta velocidade conhecido como Blipverts, que condensa propagandas completas em poucos segundos. Quando Carter descobre que os Blipverts estão matando pessoas, Grossberg ordena que Lynch evite que Carter saia do prédio. Batidas inconscientes, as memórias de Carter são extraídas em um computador por Lynch para determinar se Carter descobriu o conhecimento de Grossberg do perigo de Blipverts. O arquivo de computador resultante do processo de extração de memória se torna Max Headroom, tornando Grossberg diretamente responsável pela criação do personagem. No final, Grossberg é publicamente exposto como responsável pelo escândalo da Blipverts e é removido como presidente da Rede 23.
Quando sob estresse, Grossberg exibe um tique de levemente esticando o pescoço na gola do terno, visto pela primeira vez no episódio 1, quando ele confronta Lynch em seu laboratório sobre Max mantendo a memória de Carter sobre os blipverts.

### Outros personagens
- Murray McKenzie (Jeffrey Tambor), o grande produtor de Carter, cujo trabalho muitas vezes se torna um ato de equilíbrio entre apoiar as histórias de Carter e agradar os executivos da Network 23.
- Ben Cheviot (George Coe), um dos executivos do conselho de administração da Rede 23. Ele se torna o novo presidente do conselho depois que Ned Grossberg é demitido após o incidente com Blipvert. Ele é surpreendentemente ético e quase invariavelmente apoia Edison Carter, ocasionalmente contra os desejos da diretoria da Rede 23.
- Dominique (Concetta Tomei), co-proprietária da Big Time TV, juntamente com Blank Reg, gerenciando os aspectos comerciais da administração da estação. Está implícito que ela e Reg estão romanticamente envolvidos, se não marido e mulher - embora, até os eventos após a prisão e prisão de Reg, nunca tenham tocado. Dominique pode não ser uma figura vazia como Reg, já que ela possui tubos de crédito, mas ela se comporta culturalmente como uma só.
- Breughel (Jere Burns), um criminoso de aluguel inteligente e sociopata que, junto com Mahler, ganha dinheiro vendendo cadáveres para outros criminosos, vendendo-os a bancos de corpos em toda a cidade. No entanto, ele não está acima de vender seus empregadores, se isso significa um grande retorno, um fato que Edison Carter aproveitou em várias ocasiões, enquanto trabalhava em histórias.
- Mahler (Rick Ducommun), cúmplice de Breughel, que atua principalmente como o músculo da operação de coleta do corpo da dupla. Em "Dream Thieves", é revelado que Breughel matou Mahler e vendeu seu corpo durante uma noite de negócios, substituindo-o por um novo homem que ele apelidou de "Mahler" como um tributo zombeteiro.
- Rik (JW Smith), um motorista de pedicabra que Edison Carter frequentemente emprega quando procura informações sobre o submundo da cidade.
- Em branco Bruno (Peter Crook), mentor de Bryce, que é um revolucionário em branco que trabalha para tornar a vida melhor para a população de Blank da cidade, por qualquer meio necessário. Ele tem um sapo de estimação, que ele chama de "Deus".
- Martinez (Ricardo Gutierrez), um dos pilotos de helicópteros da Network 23, costuma trabalhar com Carter quando está em missão.
- Janie Crane (Lisa Niemi), uma das repórteres do segundo escalão da Network 23, que acaba quebrando algumas histórias importantes ao longo da série.
- Angie Barry (Rosalind Chao), um dos repórteres do segundo escalão da Rede 23. Ela muitas vezes preenche Carter quando ele está indisposto.
- Julia Formby (Virginia Kiser), um dos membros do conselho da Network 23. Em "Body Banks", é revelado que ela teve um caso com Cheviot, pelo qual ela é chantageada por um membro rico da família Plantagenet para roubar Max Headroom da Rede 23, na esperança de que o programa de Max possa ser usado para preservar o mente de sua mãe. Ela se demite do conselho após o incidente.
- Gene Ashwell (Hank Garrett), um dos membros da diretoria da Network 23, que entra em pânico quando a rede enfrenta uma crise. É revelado em "Deidades" que ele é um membro da Igreja Vu-Age, e é responsável pelo seqüestro de Max em nome do líder da igreja.
- Lauren (Sharon Barr), um dos membros do conselho da Rede 23.
- Sr. Edwards (Lee Wilkof), um dos membros da diretoria da Rede 23.
- Simon Peller (Sherman Howard), um político corrupto que recebe apoio financeiro da Rede 23. Ele compartilha uma animosidade mútua com Carter, que despreza as táticas políticas dissimuladas de Peller.
- O Sr. Bartlett (Andreas Katsulas), um dos membros do conselho da Network 66. Um incauto tomador de riscos, ele freqüentemente se envolve diretamente nos projetos obscuros da rede, ficando para trás até as costas de Ned Grossberg de vez em quando.
- Ped Xing (Arsênio Trinidad, 1ª temporada / Sab Shimono, 2 ª temporada), o chefe da corporação Zik-Zak, principal patrocinador da Rede 23.
- Stew, Blipvert Victim (Brian Healy), um espectador cuja cabeça explode ao ver os blipverts, forçando Edison Carter a investigar a Rede 23.

## Desenvolvimento
A série foi baseada no filme da Channel 4 British TV produzido pela Chrysalis, Max Headroom: 20 Minutos no Futuro. O Cinemax foi ao ar no piloto do Reino Unido, seguido por uma série de destaques de seis semanas do The Max Headroom Show, um show de vídeo musical no Reino Unido onde o Headroom aparece entre vídeos de música. A ABC se interessou pelo piloto e pediu à Chrysalis / Lakeside para produzir a série para o público americano.
Max Headroom: 20 Minutos no Futuro foi re-filmado como um programa piloto para uma nova série transmitida pela rede de televisão ABC. O piloto apresentou mudanças de enredo e alguns pequenos toques visuais, mas manteve o mesmo enredo básico. O único elenco original retido para a série foi Matt Frewer (Max Headroom / Edison Carter) e Amanda Pays (Theora Jones); um terceiro membro do elenco original, W. Morgan Sheppard, entrou para a série como "Blank Reg" em episódios posteriores. Entre o elenco não original, Jeffrey Tambor co-estrelou como "Murray", o produtor neurótico de Edison Carter.
O show entrou em produção no final de 1986 e teve seis episódios na primeira temporada e oito na segunda temporada.

## Episódios

### Problemas de continuidade
- Em "Body Banks" (episódio 3), Formby está implicado no escândalo e demitido. Ela ainda é vista na sala de reuniões da Network 23 em outros episódios.
- Em "Lessons" (episódio 13), enquanto dentro de uma igreja, Edison confidencia em Murray que ele já namorou um pregador. Tudo isso foi jogado em "Deities" (episódio 8).

## Recepção
A série começou como uma substituição no meio da temporada na primavera de 1987, e fez bem o suficiente para ser renovada para a temporada de outono, mas os índices de audiência não puderam ser sustentados em competição direta com o Dallas (também produzido pela Lorimar). e o top 30 da NBC, Miami Vice. Max Headroom foi cancelado a meio da sua segunda temporada. A série inteira, junto com dois episódios anteriormente não divulgados, foi reeditada na primavera de 1988, durante a Greve da Writers Guild of America. Um spin-off de cinema intitulado Max Headroom for President foi anunciado com produção planejada para começar no início de 1988, a fim de capitalizar sobre a eleição presidencial daquele ano, mas isso nunca foi feito.
Comico tinha planos de publicar um romance gráfico baseado na história, mas nunca os cumpriu. Alguns cartazes foram produzidos para as lojas de quadrinhos, com uma foto de Max Headroom dizendo: "Os quadrinhos nunca mais serão os mesmos".

## Impacto na sociedade
Max Headroom foi a primeira série de cyberpunk a ser veiculada nos Estados Unidos em uma das principais redes de transmissão no horário nobre, embora não tenha sido marcada com esse rótulo até algum tempo após seu cancelamento. Como outras ficções científicas, a série introduziu o público em geral a novas idéias na forma de temas ciberpunk e questões sociais. A série retratou os Blanks, um grupo de contracultura de pessoas que viviam sem qualquer número oficial ou documentação por motivos de privacidade. Vários episódios se aprofundaram em questões como a alfabetização e a falta dela em uma cultura dominada pela TV (por exemplo, no episódio "Body Banks", Blank Reg diz: "É um livro. É um meio de armazenamento não volátil. É muito raro. Você deveria 'ter um' ". Esta declaração também antecipa a controvérsia de meados dos anos 2000 sobre a substituição da impressão por fontes on-line e e-book).
Sobre o próprio Max Headroom, o ator Matt Frewer disse à revista Rolling Stone que "O legal de se tocar Max é que você pode dizer virtualmente qualquer coisa porque, teoricamente, o cara não é real, certo? Não é possível processar um computador! " 
No final da década de 1990, os canais de TV a cabo dos Estados Unidos, Bravo, e o Sci-Fi Channel reiniciaram a série. Reruns também apareceram brevemente na TechTV em 2001.

### O hacker Max Headroom
Em 22 de Novembro de 1987, duas estações de televisão de Chicago tiveram seus sinais de transmissão sequestrados por uma pessoa desconhecida usando uma máscara de Max Headroom. O primeiro incidente ocorreu por 25 segundos, durante o sportscast no noticiário das 09:00 horas do canal WGN-TV. Um segundo incidente ocorreu duas horas mais tarde, por volta das 11:00 horas, na filial da PBS WTTW, por cerca de 90 segundos, durante uma transmissão do episódio "Horror of Fang Rock" da série Doctor Who. O hacker murmurou absurdos durante suas interrupções. Um cenário caseiro, imitando o do programa original, balançava para frente e para trás enquanto ele falava. O vídeo terminava com suas nádegas expostas sendo espancadas com um mata-moscas por uma mulher. Os culpados nunca foram identificados. 

## Na cultura popular
Max Headroom inspirou muitas imitações e spoofs:
- Nos anos 80, Garry Trudeau criou o personagem Ron Headrest para sua tira em quadrinhos Doonesbury . O personagem combinou os conceitos de Max Headroom e, em seguida, o presidente dos EUA, Ronald Reagan.[6]
- De Volta Para o Futuro Parte II também apresentou um Reagan inspirado em Max Headroom, e versões geradas por computador de Michael Jackson e do Ayatollah Khomeini como garçons no fictício Café dos anos 80. Larina Adamson, produtora associada da Max Headroom, foi a supervisora de design de reprodução de vídeo para esse efeito.
- "Marreta!" Apresentou um episódio em que um vilão tenta hipnotizar Sledge fazendo com que ele converse com um alter ego gerado por computador com muitos traços de Max.
- "Fax Headful" foi uma paródia de Max Headroom, que apareceu como um segmento recorrente na Square One Television da PBS em 1992.
- No filme de 1997, Batman & Robin, quando Bárbara encontra seu tio Alfred Pennyworth na batcaverna, ele programou seus algoritmos cerebrais no batcomputador e criou uma simulação virtual. Ele aparece e fala (gaguejando) como Max Headroom.
- Me TV da Nickelodeon :tinha um clipe intersticial "Você está assistindo ME: TV" com Ryan Knowles se passando por Max Headroom na webwall. No clipe, o cabelo de Ryan estava penteado para trás como o de Max, e ele gagueja ocasionalmente enquanto o fundo se movia verticalmente com listras roxas e azuis de néon.
- No episódio "John Quixote" da 4.ª temporada de Farscape, John Crichton entra em realidade virtual, onde ele encontra uma versão de Max Headroom de si mesmo.
- "Second Chance for Max Headroom" é uma música da banda de rock Sum 41 em seu álbum 2000 Half Hour of Power.
- No romance Ready Player One, de Ernest Cline, o protagonista Wade Watts usa o nome Bryce Lynch como seu pseudônimo. Ele também tem um Max Headroom AI em seu navio.
- Em seu clipe "Rap God", de 2013, Eminem apresenta-se retratado como Max Headroom.[7]
- No filme Pixels, de 2015, um alienígena aparece como Max Headroom para se comunicar com os humanos durante a batalha final pela Terra.[8]

## Lançamento em DVD
A Shout! Factory LLC (sob licença da Warner Bros. Home Entertainment) lançou Max Headroom: The Complete Series em DVD nos Estados Unidos e no Canadá em 10 de agosto de 2010. Os bônus incluem uma mesa redonda com a maioria dos principais membros do elenco (além de Matt Frewer) e entrevistas com os escritores e produtores
A versão britânica original do filme Max Headroom: 20 Minutos para o Futuro foi lançada no mercado japonês de locação de DVDs em 2 de setembro de 2005.